# Pojemność brutto
Zasugerowano, aby zintegrować ten artykuł z artykułem Pojemność rejestrowa (dyskusja). Nie opisano powodu propozycji integracji.
Pojemność rejestrowa brutto (skróty GT, G.T. lub gt, ang. Gross Tonnage) – miara pojemności (tonaż) brutto statków handlowych. 
Wbrew nazwie, tonaż brutto nie oznacza masy, lecz objętość (wyznaczaną za pomocą specjalnych wzorów i pomiarów) wszystkich przestrzeni wewnątrz kadłuba i nadbudówek statku, z wyłączeniem zbiorników balastowych. Do 1994 roku pojemność statku podawano w tonach rejestrowych. Tona rejestrowa odpowiadała objętości 100 stóp sześciennych czyli 2,83 m³.
Na mocy konwencji z 1969 roku, od 1982 zmieniono sposób pomiaru pojemności i pojemność rejestrową statków zaczęto podawać w jednostkach niemianowanych, jako pojemność brutto (GT) i netto (NT - Net Tonnage), a od 1994 roku zaprzestano co do zasady używania ton rejestrowych. Statkom, których pojemność brutto i netto zostały ustalone zgodnie z konwencją, wydaje się międzynarodowe świadectwo pomiarów (1969).